# Egipt na Letnich Igrzyskach Olimpijskich 1984
Egipt na Letnich Igrzyskach Olimpijskich 1984 reprezentowało 114 zawodników: 108 mężczyzn i 6 kobiet. Był to 14. start reprezentacji Egiptu na letnich igrzyskach olimpijskich.

## Zdobyte medale
| Medal  | Zawodnik            | Dyscyplina | Konkurencja | Data             |
| ------ | ------------------- | ---------- | ----------- | ---------------- |
| Srebro | Mohamed Ali Rashwan | Judo       | Open        | 11 sierpnia 1984 |

## Skład kadry

### Boks
Mężczyźni
- Fayek Gobran – waga musza – 17. miejsce
- Gamal El-Din El-Koumy – waga kogucia – 17. miejsce
- Mohamed Hegazi – waga piórkowa – 5. miejsce
- Rushdy Armanios – waga lekkopółśrednia – 9. miejsce
- Ahmed El-Gindy – waga średnia – 17. miejsce
- Ahmed El-Nagar – waga lekkociężka – 17. miejsce

### Judo
Mężczyźni
- Mohamed Soubei – waga półlekka – 20. miejsce
- Yousry Zagloul – waga lekka – 19. miejsce
- Walid Mohamed Hussain – waga półśrednia – 9. miejsce
- Atif Mohamed – waga średnia – 18. miejsce
- Sherif El-Digwy – waga ciężka – 9. miejsce
- Mohamed Ali Rashwan – Open – 2. miejsce

### Koszykówka
Mężczyźni
- Abdel Hadi El-Gazzar, Abdel Kader Rabieh, Ahmed Mohamed Marei, Alain Attalah, Amin Shouman, Amir Abdel Meguid, Essameldin Abou El-Nein, Khaled Mohammed Bekhit, Mohsen Medhat Warda, Mohamed Khaled, Mohamed Sayed Soliman, Tarek El-Sabbagh – 12. miejsce

### Lekkoatletyka
Mężczyźni
- Nafi Mersal – 400 metrów – odpadł w eliminacjach
- Hisham Mohamed Mekin – 110 metrów przez płotki – odpadł w eliminacjach
- Ahmed Ghanem – 400 metrów przez płotki – odpadł w eliminacjach
- Hassan Ahmed Badra – trójskok – 11. miejsce
- Ahmed Kamel Shatta – pchnięcie kulą – 15. miejsce
- Ahmed Kamel Shatta – pchnięcie kulą – 17. miejsce
- Mohamed Hamed Naguib – rzut dyskiem – niesklasyfikowany

### Pływanie
Mężczyźni
- Mohamed Youssef

100 m stylem dowolnym – 34. miejsce
200 m stylem dowolnym – 44. miejsce
200 m stylem motylkowym – 31. miejsce
- Ahmed Said

100 m stylem dowolnym – 50. miejsce
100 m stylem motylkowym – 35. miejsce
- Sharif Nour – 100 m stylem grzbietowym – 26. miejsce
- Emad El-Shafei

100 m stylem grzbietowym – 33. miejsce
200 m stylem grzbietowym – 29. miejsce
200 m stylem zmiennym – 30. miejsce
- Ayman Nadim

100 m stylem klasycznym – 43. miejsce
200 m stylem klasycznym – 39. miejsce
- Ahmed Eid – 100 m stylem motylkowym – 41. miejsce
- Ahmed Said, Mohamed Youssef, Sharif Nour, Ahmed Eid – 4 × 100 m stylem dowolnym – odpadli w eliminacjach
- Sharif Nour, Ayman Nadim, Ahmed Said, Mohamed Youssef – 4 × 100 m stylem zmiennym – 15. miejsce

Kobiety
- Sherwite Hafez

100 m stylem dowolnym – 40. miejsce
200 m stylem dowolnym – 33. miejsce
- Nevine Hafez

100 m stylem dowolnym – 42. miejsce
100 m stylem motylkowym – 32. miejsce

### Pływanie synchroniczne
Kobiety
- Dahlia Mokbel – solo – 16. miejsce
- Sahar Helal – solo – odpadła w eliminacjach
- Sahar Youssef – solo – odpadła w eliminacjach
- Dahlia Mokbel, Sahar Youssef – duet – 17. miejsce

### Pięciobój nowoczesny
Mężczyźni
- Ihab El-Lebedy – 33. miejsce
- Samy Awad – 36. miejsce
- Ahmed Nasser – 39. miejsce
- Ihab El-Lebedy, Samy Awad, Ahmed Nasser – drużynowo – 12. miejsce

### Piłka nożna
Mężczyźni
- Adel El-Mahmour, Ahmed Nagui Salem, Alaa El-Din Nabil Moursi, Khalid Gadallah, Badr Hamed, Emad Mohamed Soliman, Ibrahim Youssef, Abdelghani Sayed, Mahmoud El-Khatib, Mahmoud Hassan Saleh, Mohamed Omar El-Zeer, Mohamed Helmi, Mohamed Sedki, Mohamed Rabi Yassine, Moustafa Ismail Abdou, Shawki Gharib, Amer Taher Abou Zeid – 5. miejsce

### Podnoszenie ciężarów
Mężczyźni
- Mohamed Hafez El-Sayed – waga musza – 12. miejsce
- Mohamed El-Sayed Ramadan – waga kogucia – 13. miejsce
- Mohamed Youssef – waga piórkowa – 10. miejsce
- Ahmed Fouad Aly – waga średnia – 15. miejsce
- Ibrahim El-Bakh – waga lekkociężka – 5. miejsce
- Mahmoud Mahgoub – waga lekkociężka – 13. miejsce
- Maged Mohamed – waga półciężka – 15. miejsce
- Ibrahim Shaban – waga półciężka – niesklasyfikowany
- Ashraf Mohamed – waga ciężka II – niesklasyfikowany
- Mosad Mosbah – waga superciężka – 6. miejsce

### Siatkówka
Mężczyźni
- Mohamed Abdel Hamed, Khaled Abdel Rahman, Mahmoud Abou Elelaa, Gaber Mooti Abou Zeid, Essam Awad, Ahmed Abdel Aziz El-Askalani, Ahmed El-Shamouty, Shaban El-Tantawy, Abdel Hamid El-Wassimy, Ehab Mohamed, Hisham Radwan, Essam Ramadan – 10. miejsce

### Skoki do wody
Mężczyźni
- Said Daw

Platforma – 23. miejsce
Trampolina – 26. miejsce
- Tamer Farid – trampolina – 28. miejsce
- Amro Hassan – platforma – 26. miejsce

Kobiety
- Rim Hassan

Trampolina – 24. miejsce
Platforma – 21. miejsce

### Strzelectwo
Mężczyźni
- Refaat Kaid – pistolet szybkostrzelny, 25 m – 22. miejsce
- Emad El-Gaindi – pistolet szybkostrzelny, 25 m – 41. miejsce
- Kamal El-Din Shemais – karabin szybkostrzelny, 10 m – 39. miejsce
- Attif Soudi – karabin małokalibrowy, leżąc, 50 m – 55. miejsce
- Mohamed Amin Fikry – karabin małokalibrowy, 3 postawy, 50 m – 63. miejsce
- Sherif Saleh – trap – 9. miejsce
- Mohsen El-Sayed – trap – 45. miejsce
- Housham Moustafa – skeet – 13. miejsce
- Mohamed Khorshed – skeet – 53. miejsce

### Szermierka
Mężczyźni
- Abdel Monem El-Husseini – floret – 12. miejsce
- Bilal Rifaat – floret – 35. miejsce
- Ahmed Diab – floret – 41. miejsce
- Ahmed Diab, Abdel Monem El-Husseini, Bilal Rifaat, Khaled Soliman – floret, drużynowo – 12. miejsce
- Ihab Aly – szpada – 24. miejsce
- Khaled Soliman – szpada – 28. miejsce
- Khaled Soliman – szpada – 45. miejsce
- Khaled Soliman, Ahmed Diab, Ihab Aly, Khaled Soliman – szpada, drużynowo – 12. miejsce

### Zapasy
Mężczyźni
- Mahmoud Moustafa Fathalla – waga musza, styl klasyczny – niesklasyfikowany
- Abdel Latif Khalaf – waga kogucia, styl klasyczny – niesklasyfikowany
- Salem Bekhit – waga piórkowa, styl klasyczny – 6. miejsce
- Shaban Ibrahim – waga lekka, styl klasyczny – 7. miejsce
- Mohamed Hamad

Waga półśrednia, styl klasyczny – 8. miejsce
Waga półśrednia, styl dowolny – niesklasyfikowany
- Mohamed El-Ashram

Waga średnia, styl klasyczny – 6. miejsce
Waga średnia, styl dowolny – niesklasyfikowany
- Kamal Ibrahim – waga lekkociężka, styl klasyczny – niesklasyfikowany
- Hassan El-Haddad

Waga średnia, styl klasyczny – 5. miejsce
Waga średnia, styl dowolny – 4. miejsce
- Farag Ali – waga musza, styl dowolny – niesklasyfikowany
- Hussain El-Din Hamed – waga lekka, styl dowolny – niesklasyfikowany

### Żeglarstwo
Mężczyźni
- Nasser Karam – Open Finn – 28. miejsce